# Kanton Sierck-les-Bains
Sierck-les-Bains is een voormalig kanton in het Thionville van het Franse departement Moselle. Het kanton maakte tot 1 januari 2015 deel uit van het arrondissement Thionville-Est. Het werd opgeheven bij decreet van 18 februari 2014, met uitwerking in maart 2015, waarop de gemeenten werden opgenomen in het kanton Bouzonville.

## Gemeenten
Het kanton Sierck-les-Bains omvatte de volgende gemeenten:
- Apach
- Contz-les-Bains
- Flastroff
- Grindorff-Bizing
- Halstroff
- Haute-Kontz
- Hunting
- Kerling-lès-Sierck
- Kirsch-lès-Sierck
- Kirschnaumen
- Laumesfeld
- Launstroff
- Malling
- Manderen
- Merschweiller
- Montenach
- Rémeling
- Rettel
- Ritzing
- Rustroff
- Sierck-les-Bains (hoofdplaats)
- Waldweistroff
- Waldwisse